# 70式地雷原爆破装置

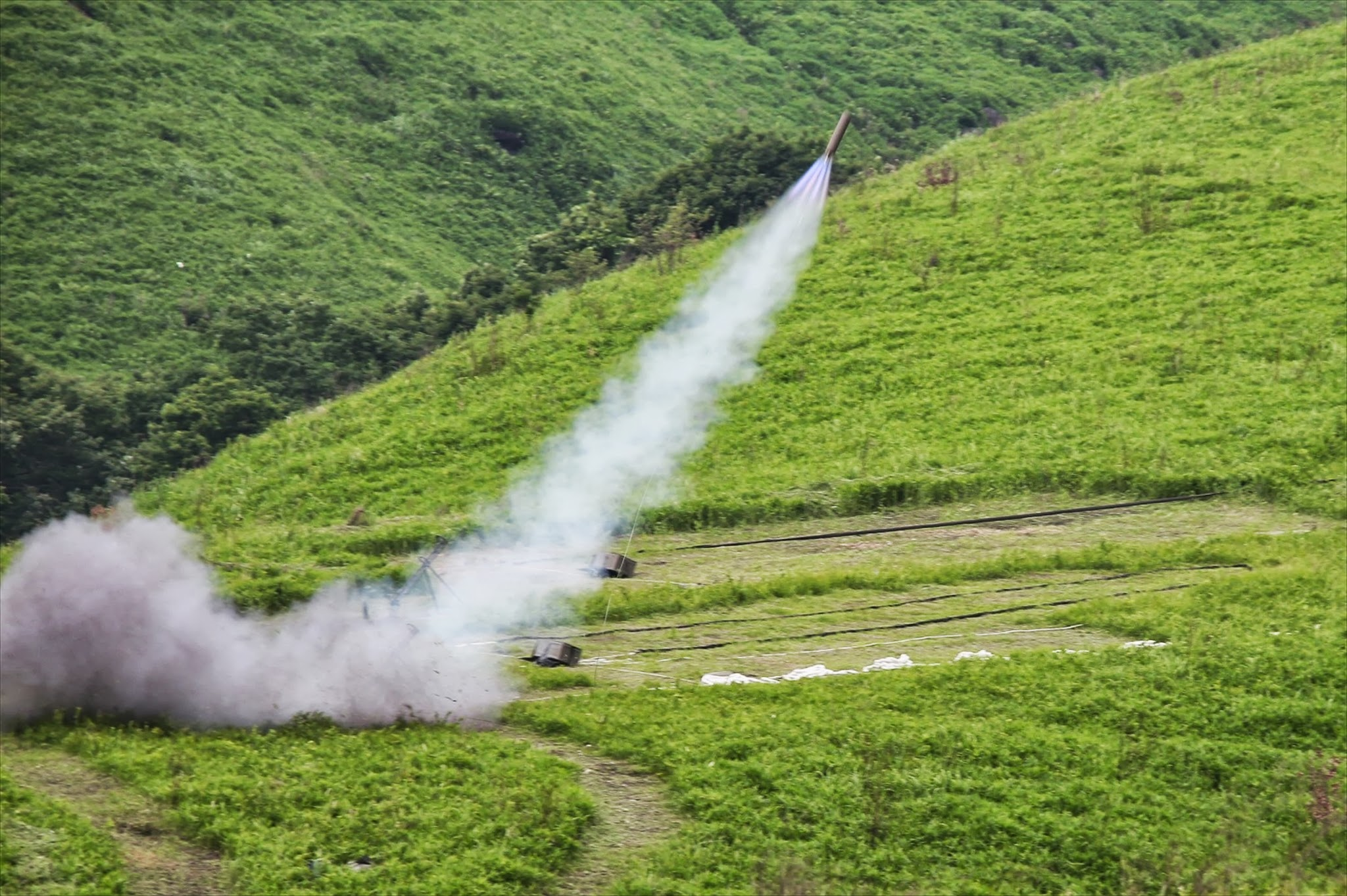
飛翔する爆索展張用ロケット弾

70式地雷原爆破装置（ななまるしきじらいげんばくはそうち）は、陸上自衛隊の装備品のひとつ。地雷原の啓開器材である。

## 概要
普通科連隊普通科中隊、小銃小隊及び本部管理中隊施設作業小隊、師団施設大隊などの部隊に装備されている。
ロケット弾を用いて爆索を展張し、敵陣前の地雷原を爆破、小銃部隊の突撃経路（長さ100m以上、幅50cm以上）を確保するために開発され、1970年に制式採用された。
ロケット弾、発射機、爆索（制動索、前・中・後端部含む）の3つで構成され、6-8名程度で運用される。分割して運搬された70式地雷原爆破装置は、地雷原目前で迅速に組み立てられて（突撃経路として適した地点は、大抵の場合敵が設定したKP（キルポイント：殺傷地点）であるため損害が発生し易い）で発射し経路を確保する。事前の測量完了から発射準備完了までにかかる時間は15分とされる。ロケット弾は百数十メートルに及ぶ爆索を曳いて飛翔するため風の影響を受けやすく、取り扱う施設科員の間では「10発に1発は失敗」と言われているという。
一部の一線を退いた73式装甲車に搭載され使用されており、また96式装輪装甲車の車体にも搭載することが可能となっている。
類似装備として、水際地雷処理用に水陸両用車に搭載する24式水際地雷原処理装置が開発されている。

## 諸元
- ロケット弾
  - 重量：約24 kg[4]
  - 直径：約150 mm[4]
  - 長さ：約750 mm[4]
  - 射程：約550 m[4]
- 発射機
  - 重量：約18 kg[4]
  - 滑走桁：約140 mm[1]
- 爆索
  - 重量：約24 kg[1]
  - 長さ：約17 m[1]
- 製作：日産自動車[1]